# Station spatiale chinoise
La station spatiale chinoise (en chinois : 中国空间站 ; pinyin : Zhōngguó kōngjiānzhàn ; en anglais : China Space Station ou CSS), couramment surnommée Tiangong (chinois : 天宫 ; pinyin : Tiāngōng ; litt. « palais céleste »), est une station spatiale de l'Agence chinoise des vols spatiaux habités (CMSA) placée en orbite terrestre basse et occupée en permanence par un équipage de trois astronautes menant des expériences de recherche scientifique en microgravité et dans le milieu spatial, tout en développant de nouvelles technologies afin de préparer les vols spatiaux vers la Lune et Mars.
Le projet d'une station spatiale remonte aux origines du programme spatial habité de la Chine dans les années 1990, mais devant la refus des États-Unis de la voir intégrer la station spatiale internationale dans les années 2000, la Chine décide de construire sa propre station. Les technologies nécessaires tels que l'amarrage orbital sont mis au point au cours des années 2010 avec notamment les deux petites stations Tiangong-1 en 2011 et Tiangong-2 en 2016. La station spatiale est finalement assemblée entre 2021 et 2022 avec le lancement et l'amarrage du module central Tianhe et des deux modules expérimentaux Wentian et Mengtian, tous lancés par des fusées lourdes Long Marche 5B. La mission Shenzhou-12 est la première à visiter la station en 2021, occupée en permanence depuis Shenzhou-14 en 2022. La relève des équipages est assurée par le vaisseau Shenzhou pour des missions d'une durée de 6 mois, tandis que le véhicule cargo Tianzhou se charge du ravitaillement.
La station spatiale chinoise est conçue pour une durée de vie de 15 ans. D'ici la fin des années 2020, l'ajout de nouveaux modules et l'entrée en service du nouveau vaisseau Mengzhou, ainsi que des véhicules cargo Qingzhou et Haolong, doit permettre d'étendre les capacités de la station et d'augmenter l'équipage permanent. Le télescope Xuntian, dont le lancement est attendu en 2027, est conçu pour s'amarrer à la station spatiale pour des opérations de maintenance et de mise à jour.

## Historique

### Contexte
Dès le début des années 1970, les autorités chinoises jettent les grandes lignes d'un programme spatial habité incluant le lancement d'une station spatiale. Mais ce n'est qu'en 1992, après la disparition des obstacles politiques et économiques, que le programme spatial habité chinois, baptisé Projet 921, peut se concrétiser. La première phase du programme consiste à mettre au point les vols habités à bord du vaisseau spatial Shenzhou. Après une série de sept vols sans échec, la deuxième phase du programme, consacrée au développement d'une station spatiale, est lancée. Le site officiel du bureau d'études chargé de la conception des vols habités donne en 2008 une très brève description de Tiangong 1 ainsi que de Tiangong 2 et Tiangong 3, deux laboratoires spatiaux qui doivent succéder à Tiangong 1 avant 2015. Une maquette de la station spatiale est dévoilée au cours du programme de célébration du Nouvel An chinois, le 25 janvier 2009, sur la chaîne de télévision CCTV.

### Prototypes et lancement de la Station spatiale chinoise
La première station spatiale chinoise Tiangong 1 est lancée le 20 septembre 2011. Il s'agit d'un prototype dont la taille est limitée par les capacités des lanceurs chinois de l'époque (8,5 t, longueur 10,5 m, diamètre 3,35 m). La station est brièvement occupée par les équipages de deux missions Shenzhou-9 et Shenzhou-10 (15 jours) composées de trois astronautes. Tiangong 1 est désorbité en 2016. Tiangong 2 dont le lancement a lieu en 2016 est toujours un prototype bien que d'une taille supérieure grâce à la mise en service du lanceur Longue Marche 7. D'une longueur de 14,4 m pour un diamètre de 4,42 m la station permet des séjours d'une vingtaine de jours et pourrait disposer d'un deuxième port d'amarrage permettant l'amarrage du vaisseau ravitailleur Tianzhou (entrée en service en 2017) alors que l'équipage est présent. Le développement d'une station spatiale de grande taille est mené en parallèle.
Le 6 novembre 2018, le gouvernement chinois dévoile au Salon d’aéronautique et d’aérospatiale de Zhuhai une réplique de la future station spatiale. Le lancement de ses différents modules a été effectué entre 2021 et 2022.

### Chronologie
| Date              | Mission     | Objectif                          | Lanceur          | Remarques                                                        |
| ----------------- | ----------- | --------------------------------- | ---------------- | ---------------------------------------------------------------- |
| 29 avril 2021     |             | Mise en orbite du module Tianhe   | Longue Marche 5B | Module central                                                   |
| 29 mai 2021       | Tianzhou 2  | Ravitaillement cargo              | Longue Marche 7  | Livraison de propergol, équipement et provisions pour l'équipage |
| 17 juin 2021      | Shenzhou 12 | 1er équipage                      | Longue Marche 2F | 1er équipage (3 astronautes),                                    |
| 20 septembre 2021 | Tianzhou 3  | Ravitaillement cargo              | Longue Marche 7  | Livraison de propergol, équipement et provisions pour l'équipage |
| 15 octobre 2021   | Shenzhou 13 | 2e équipage                       | Longue Marche 2F | 2e équipage (3 astronautes)                                      |
| 9 mai 2022        | Tianzhou 4  | Ravitaillement cargo              | Longue Marche 7  | Livraison de propergol, équipement et provisions pour l'équipage |
| 4 juin 2022       | Shenzhou 14 | 3e équipage                       | Longue Marche 2F | 3e équipage (3 astronautes)                                      |
| 24 juillet 2022   |             | Mise en orbite du module Wentian  | Longue Marche 5B | Module scientifique et d'habitation,                             |
| 31 octobre 2022,  |             | Mise en orbite du module Mengtian | Longue Marche 5B | Module scientifique                                              |
| 12 novembre 2022  | Tianzhou 5  | Ravitaillement cargo              | Longue Marche 7  | Livraison de propergol, équipement et provisions pour l'équipage |
| 28 novembre 2022  | Shenzhou 15 | 4e équipage                       | Longue Marche 2F | 4e équipage (3 astronautes)                                      |
| 10 mai 2023       | Tianzhou 6  | Ravitaillement cargo              | Longue Marche 7  | Livraison de propergol, équipement et provisions pour l'équipage |
| 30 mai 2023       | Shenzhou 16 | 5e équipage                       | Longue Marche 2F | 5e équipage (3 astronautes)                                      |
| 26 octobre 2023   | Shenzhou 17 | 6e équipage                       | Longue Marche 2F | 6e équipage (3 astronautes)                                      |
| 17 janvier 2024   | Tianzhou 7  | Ravitaillement cargo              | Longue Marche 7  | Livraison de propergol, équipement et provisions pour l'équipage |
| 25 avril 2024     | Shenzhou 18 | 7e équipage                       | Longue Marche 2F | 7e équipage (3 astronautes)                                      |
| 29 octobre 2024   | Shenzhou 19 | 8e équipage                       | Longue Marche 2F | 8e équipage (3 astronautes)                                      |
| 15 novembre 2024  | Tianzhou 8  | Ravitaillement cargo              | Longue Marche 7  | Livraison de propergol, équipement et provisions pour l'équipage |
| 24 avril 2025     | Shenzhou 20 | 9e équipage                       | Longue Marche 2F | 9e équipage (3 astronautes)                                      |

## Assemblage de la station spatiale
L'assemblage de la station spatiale et le déroulement des opérations repose sur plusieurs engins spatiaux : 
- le lanceur lourd Longue Marche 5B (Longue Marche 5 sans étage supérieur), dont le vol inaugural a eu lieu en avril 2020 est chargé de placer en orbite les trois modules composant la station. C'est le seul lanceur chinois ayant la capacité de placer les 22 tonnes de chaque module en orbite basse. Sa mise au point est donc un prérequis à la construction de la station spatiale ;
- le lanceur moyen Longue Marche 7, dont le premier vol eu lieu en 2016, lancera le vaisseau cargo Tianzhou chargé de ravitailler les équipages de la station spatiale ;
- le lanceur moyen Longue Marche 2F place en orbite les équipages embarqués dans les vaisseaux Shenzhou depuis la base de Jiuquan ;
- le vaisseau ravitailleur Tianzhou, dont le premier vol a lieu en 2017 ;
- le vaisseau habité Shenzhou, dont le premier vol a lieu en 1999 (premier vol habité en 2003).

## Objectifs

### Objectifs scientifiques
De nombreuses expériences doivent être réalisées à bord de la station, parmi elles neuf expériences internationales ont été sélectionnées par le Bureau des affaires spatiales des Nations unies (UNOOSA),. Elles sont conçues par des scientifiques de seize pays en plus de la Chine.
- Suisse - Pologne - Allemagne - Chine : POLAR-2 est une expérience de polarimétrie gamma destinée à mieux comprendre les sursauts gamma. POLAR-2 fait suite à l'expérience POLAR réalisée sur Tiangong-2[18].
- Inde - Russie : SING (Spectroscopic Investigation of Nebular Gas) est une expérience de spectroscopie en proche ultraviolet pour l'étude des nébuleuses et du milieu interstellaire[19].
- Inde - Belgique : expérience étudiant le comportement de fluides partiellement miscibles en microgravité.
- Italie - Kenya : Baridi Sana est une expérience visant à tester un nouveau système de refroidissement liquide pour des applications spatiales[20].
- Chine - Japon : FIAVAW (Flames Instabilities Affected by Vortices and Acoustic Waves) est une expérience d'étude du comportement des flammes et de la combustion en microgravité.
- Norvège - France - Pays-Bas - Belgique : "Tumeurs dans l'espace" est une expérience pour étudier l'influence de la microgravité et des radiations spatiales sur l'évolution des cellules cancéreuses[21].
- Pérou - Espagne : expérience visant à étudier les effets de la microgravité sur des bactéries.
- Mexique : plateforme d'observation infrarouge pour l'étude de la Terre.
- Arabie saoudite : développement et test de cellules photovoltaïques au gallium-arsenic pour des applications spatiales.

En parallèle des expériences réalisées en laboratoire, la station permettra via le télescope Xuntian de réaliser des recherches astrophysique sur l'univers profond et en cosmologie.

## Caractéristiques techniques

### Généralités
La station est composée de trois modules de 22 tonnes chacun environ. Le module central Tianhe est le cœur de la station, les autres modules ainsi que les vaisseaux habités Shenzhou et de ravitaillement Tianzhou y sont amarrés. Il contient les quartiers de l'équipage, le centre de contrôle de la station, un sas pour les sorties extravéhiculaires avant l'arrivée de Wentian, et des équipements scientifiques. Les deux modules expérimentaux Wentian et Mengtian lui sont amarrés latéralement, ils disposent chacun d'une paire de grands panneaux solaires et sont en premier lieu destinés à la recherche scientifique. Wentian comporte de plus un centre de contrôle de secours et un sas pour les sorties extravéhiculaires, Mengtian possède un sas destiné aux équipements scientifiques. La station est équipée d'un bras robotique principal de 10,2 mètres ainsi que d'un second de 5 mètres qui peuvent être utilisés séparément ou bout à bout.  
Le volume interne total de la station est de 110 m3 et les panneaux solaires fournissent une puissance électrique de 27 kilowatts. L'atmosphère de la station est maintenue entre 19 °C et 26 °C, avec une pression atmosphérique entre 81 kPa et 104 kPa. Un équipage de trois astronautes peut séjourner en permanence à bord de la station, et jusqu'à six lors des changements d'équipage. Le télescope spatial Xuntian, doté d'une résolution angulaire similaire à Hubble mais avec un champ de vue 300 fois plus grand, doit être placé sur la même orbite que la station spatiale afin de pouvoir s'y amarrer périodiquement pour être ravitaillé en ergols et entretenu par les astronautes lors de sorties extravéhiculaires.  
| Caractéristiques     | Skylab                 | Saliout 7 | Mir        | Station spatiale internationale                                        | Tiangong 2        | Station spatiale chinoise Tiangong |
| -------------------- | ---------------------- | --------- | ---------- | ---------------------------------------------------------------------- | ----------------- | ---------------------------------- |
| Période en orbite    | 1973-1979              | 1982-1991 | 1986-2001  | 2000-                                                                  | 2016-2019         | 2021-                              |
| Masse totale         | 90 tonnes              | 20 tonnes | 124 tonnes | 420 tonnes                                                             | 8,5 tonnes        | 66 tonnes                          |
| Modules pressurisés  | 1                      | 1         | 7          | 16                                                                     | 1                 | 3                                  |
| Volume pressurisé    | 354 m3                 | 90 m3     | 350 m3     | 388 m3 habitables                                                      | 14 m3             | 110 m3                             |
| Équipage             | 3 (non permanent)      | 3         | 3          | 7                                                                      | 2 (non permanent) | 3                                  |
| Ports d'amarrage     | 1 (plus un de secours) | 2         | 3          | 8                                                                      | 1                 | 3                                  |
| Puissance électrique | 8,5 kW                 | 4,5 kW    | 42 kW      | 110 kW                                                                 | 2,5 kW            | 27 kW                              |
| Ravitaillement       | non                    | Progress  | Progress   | Navette spatiale américaine, Progress, ATV, SpaceX Dragon, Cygnus, HTV | non               | Tianzhou                           |

### Module central Tianhe

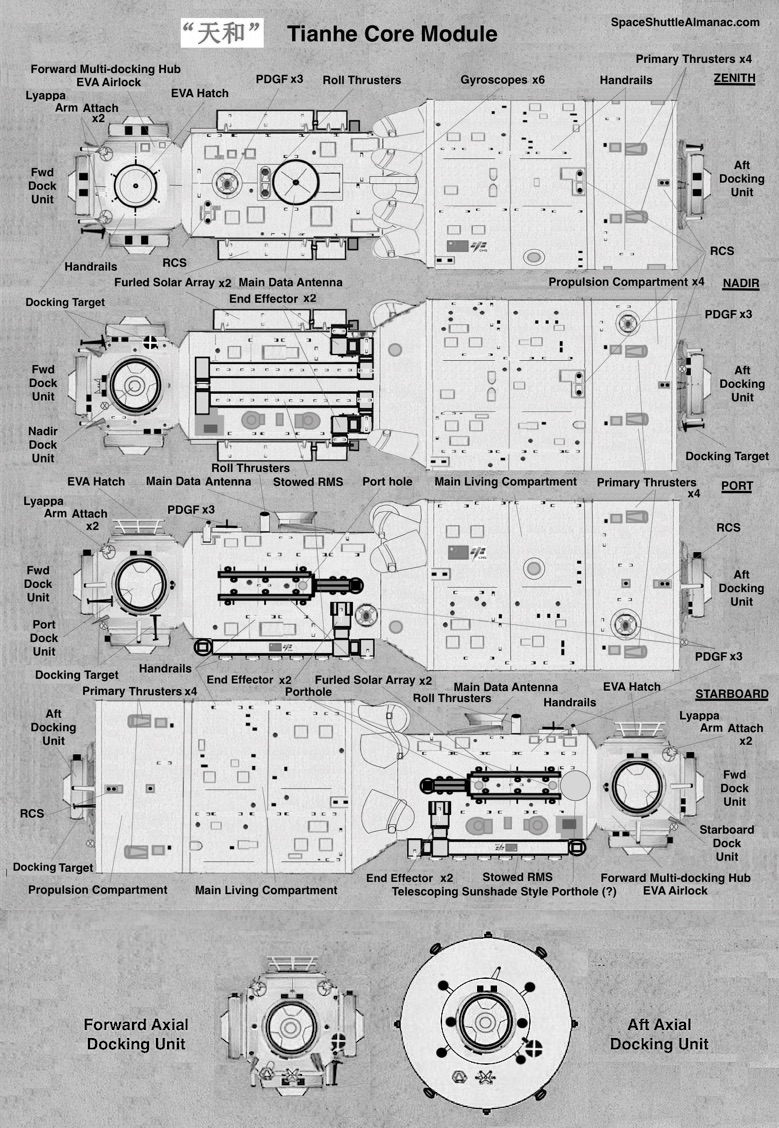
Plan du module central Tian He.

Le module central (en anglais : Core Module ou CM-1) aussi appelé Tianhe (en chinois : 天和 ; pinyin : Tiānhé ; litt. « harmonie des cieux ») est le premier module de la station et son centre de contrôle. D'une masse de 22,5 tonnes pour une longueur de 16,6 mètres, c'est le module principal de la station. Son architecture globale est similaire au module russe Zvezda de la station spatiale internationale. Il est divisé en quatre sections : une section non pressurisée à l'arrière du module avec les réservoirs d'ergols et les moteurs principaux, une section pressurisée longue de 7,2 mètres pour 4,2 mètres de diamètre, une seconde section pressurisée plus petite de 5,3 mètres de long pour 2,9 mètres de diamètre, et un nœud d'amarrage de forme cylindrique de 2,9 mètres de diamètre. Le module possède cinq ports d'amarrage : un à l'arrière essentiellement destiné à accueillir les vaisseaux de ravitaillement Tianzhou par lequel on accède via un tunnel dans la section non pressurisée, et quatre au niveau du nœud d'amarrage. Au zénith du nœud on trouve une trappe pour les sorties extravéhiculaires car il sert également de sas avant l'arrivée du module Wentian qui possède le sas définitif. Avec un volume interne de 50 m3, Tianhe concentre les quartiers d'habitations de l'équipage avec des couchettes, une cuisine, des toilettes et des espaces de travail. Il est de plus responsable du maintien d'orbite de la station et est équipé pour cela de propulseurs électriques (quatre propulseurs ioniques, nécessitant un stockage de ressources 10 fois moins important que les propulseurs de l'ISS). Le module emporte également le bras robotique principal de la station (Core Module Manipulator ou CMM), replié contre le flanc de la section pressurisée fine,. Il dispose de deux grands panneaux solaires déployables mesurant chacun 11 sur 4,6 mètres pour le fournir en énergie.

### Module expérimental Wentian

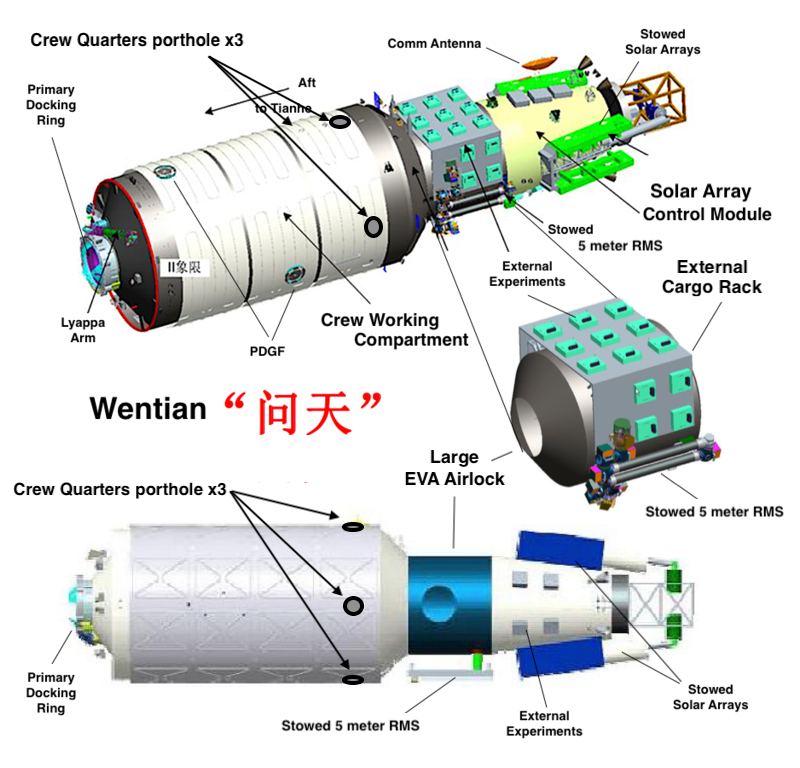
Schéma du module Wentian.

Le module expérimental 1 (en anglais : Experimental Module 1 ou EM-1) aussi appelé Wentian (en chinois : 问天 ; pinyin : Wèntiān ; litt. « quête des cieux ») est le premier module scientifique de la station. D'une masse de 22 tonnes environ pour une longueur de 15,5 mètres, il possède un unique port d'amarrage. Le module est conçu pour s'amarrer par ses propres moyens au port frontal de Tianhe avant d'être déplacé vers le port latéral tribord par un bras robotique. Il peut également agir en tant que module de contrôle de secours, en supplément de Tianhe. Wentian se divise en trois sections : une section pressurisée avec des équipements scientifiques, un sas pour les sorties extravéhiculaires des astronautes ainsi qu'une section non pressurisée avec les réservoirs d'ergols et les propulseurs. À son extrémité, il est équipé de deux paires de panneaux solaires de 30 mètres de long pouvant pivoter dans l'axe du module. Il peut recevoir des expériences scientifiques externes exposées au vide spatial et emporte un bras robotique pour les manipuler (Experimental Module Manipulator ou EMM),.

### Module expérimental Mengtian

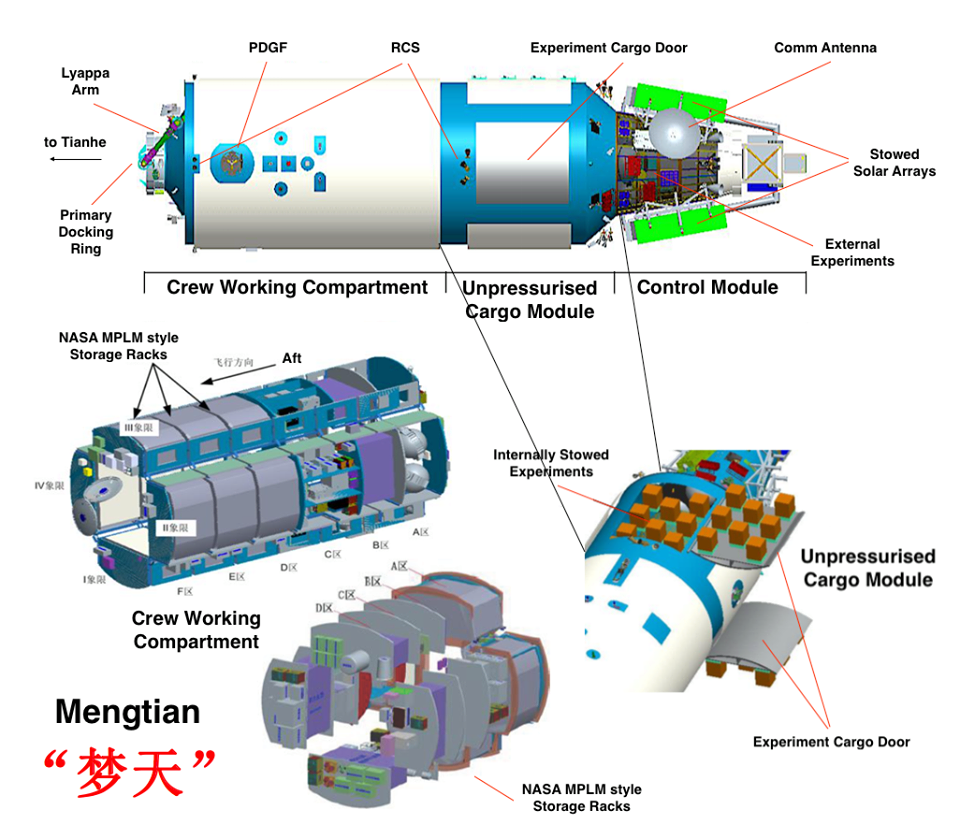
Schéma du module Mengtian.

Le module expérimental 2 (en anglais : Experimental Module 2 ou EM-2) aussi appelé Mengtian (en chinois : 梦天 ; pinyin : Mèngtiān ; litt. « rêver des cieux ») est le second module scientifique de la station. de façon symétrique à Wentian, il a une masse de 22 tonnes environ pour une longueur de 15,5 mètres, et possède un unique port d'amarrage. Le module est conçu pour s'amarrer par ses propres moyens au port frontal de Tianhe avant d'être déplacé vers le port latéral bâbord par un bras robotique. Mengtian se divise en trois sections : une section pressurisée avec des équipements scientifiques et un sas pour les expériences scientifiques, une section non pressurisée pour recevoir des expériences scientifiques externes ainsi qu'une section non pressurisée avec les réservoirs d'ergols et les propulseurs. À son extrémité il est équipé de deux paires de panneaux solaires de 30 mètres de long pouvant pivoter dans l'axe du module,.

### Bras robotiques
La station dispose de deux bras robotiques afin de déplacer des équipements, des modules, ou des astronautes durant des sorties extravéhiculaires. Officiellement appelé le Système de manipulation à distance de la station spatiale chinoise (en anglais : Chinese Space Station Remote Manipulator System ou CSSRMS), il est développé et construit par l'Académie chinoise de technologie spatiale (CAST) en collaboration avec l'Institut de technologie de Harbin (HIT). Le manipulateur du module central (Core Module Manipulator ou CMM) est un bras robotique de 10,2 mètres de long initialement installé sur le module central Tianhe. D'une masse de 738 kilogrammes, il est capable de déplacer une charge de 25 tonnes. Le bras dispose de 7 degrés de libertés et est capable de se déplacer en accrochant l'une de ses extrémités à un point d'ancrage lui fournissant énergie et données. Le second bras robotique est le manipulateur du module expérimental (Experimental Module Manipulator ou EMM) d'une longueur de 5 mètres devant être lancé à bord du module Wentian. Il peut se mouvoir selon 7 degrés de libertés et déplacer une charge d'une masse maximale de 3 tonnes. Les deux bras robotiques peuvent opérer indépendamment ou se joindre pour former un bras de 15 mètres de long à 14 degrés de liberté.

### Télescope spatial Xuntian
Xuntian est un télescope spatial de grand diamètre (2,4 mètres) de la classe de Hubble qui devait, selon les plans initiaux établis en 2012,  constituer un des modules de la station spatiale chinoise. En 2014 il devient un télescope spatial indépendant mais disposant de la capacité de s'amarrer périodiquement à la station spatiale.  Il est prévu que le télescope spatial soit placé en orbite en 2024 par une fusée lourde Longue Marche 5.

## Équipements scientifiques
La station spatiale comporte 16 armoires de format standardisé amovibles similaires à celles installées dans les modules américains de la station spatiale internationale. Leur dimension est toutefois plus réduite : 1,8 × 1 × 0,9 m pour 500 kilogrammes maximum contre 2 × 1,05 × 0,85 m.  

## Fonctionnement opérationnel
La station spatiale circulera sur une orbite terrestre basse à une altitude de 340 à 350 km et avec une inclinaison orbitale comprise entre 42 et 43°. Cette inclinaison est proche de la latitude de la base de lancement de Jiuquan d’où sont lancés les équipages dans les vaisseaux Shenzhou. L'équipage permanent de la station spatiale, qui est de 3 personnes, passe à 6 au moment de la relève qui a lieu tous les six mois. La station est conçue pour une durée de vie de 10 ans.